# European Hot 100 Singles
A European Hot 100 Singles foi uma parada musical publicada semanalmente através da revista Music & Media a partir de 1984.
Em 2003, com a descontinuidade da publicação, a lista passou ser divulgada pela Billboard baseando-se em número de vendas recolhidos pela Nielsen SoundScan. Para a sua elaboração, levava-se em conta vendas acumuladas de canções em dezoito países da Europa.
Com o crescente declínio das vendas físicas, a parada foi substituída pela Euro Digital Songs em 2010.